# Comunità montana Valli Orco e Soana
La Comunità montana Valli Orco e Soana era un comprensorio montano che univa i comuni della Valle dell'Orco e della Valle Soana. 

## Storia
Lo scopo principale dell'ente è stato quello di favorire lo sviluppo delle due valli nella salvaguardia del patrimonio ambientale e culturale proprio. La sede della Comunità montana si trovava a Locana.
Negli anni ha sviluppato soprattutto le seguenti attività:
- salvaguardia degli alpeggi
- sviluppo del turismo

L'ente è stato soppresso, insieme alle altre comunità montane del Piemonte, con la Legge regionale 28 settembre 2012, n. 11.